# لوژنیتسه، کراگویواتس
لوژنیتسه (به صربی: Lužnice) یک روستا در صربستان است که در ناحیه شومادئیا واقع شده‌است.